# Lekkoatletyka na Letnich Igrzyskach Olimpijskich 1900 – skok o tyczce mężczyzn
Konkurs skoku o tyczce na igrzyskach olimpijskich w 1900 w Paryżu rozegrano 15 lipca 1900 w Lasku Bulońskim. Ponieważ była to niedziela, trzech najlepszych tyczkarzy ze Stanów Zjednoczonych: Daniel Horton, Charles Dvorak i Bascom Johnson nie chciało startować. Podobno organizatorzy zapewnili ich, że mogą oddać skoki następnego dnia i wyniki będą zaliczone do klasyfikacji. Potem jednak (14 lipca) zmienili zdanie i uznali, że tylko wyniki konkursu niedzielnego będą oficjalne. Trójka Amerykanów dowiedziała się o tym po konkursie. W niedzielę startowało 8 lekkoatletów z 5 krajów. Rozegrano od razu finał.

## Rekordy
| Rekord świata     | 3,62 | Raymond Clapp | Chicago (USA)  | 16 czerwca 1898  |
| Rekord olimpijski | 3,30 | Welles Hoyt   | Ateny (Grecja) | 10 kwietnia 1896 |

## Finał
| Poz.   | Zawodnik             | Kraj              | Wynik | Uwagi |
| ------ | -------------------- | ----------------- | ----- | ----- |
| złoto  | Irving Baxter        | Stany Zjednoczone | 3,30  | =     |
| srebro | Meredith Colket      | Stany Zjednoczone | 3,25  |       |
| brąz   | Carl Albert Andersen | Norwegia          | 3,20  |       |
| 4.     | Émile Gontier        | Francja           | 3,10  |       |
| 4.     | Jakab Kauser         | Węgry             | 3,10  |       |
| 4.     | Erik Lemming         | Szwecja           | 3,10  |       |
| 7.     | Karl Staaf           | Szwecja           | 2,80  |       |
| 8.     | August Nilsson       | Szwecja           | 2,60  |       |

Baxter nie był specjalistą skoku o tyczce, ale był na murawie stadionu po wygraniu skoku wzwyż i zdecydował się wystartować w konkursie. Pokonał wysokość 3,20 razem z Colketem i Andersenem. 3,25 skoczyli tylko Baxter i Colket, a 3,30 jedynie Baxter, który w ten sposób zdobył drugi złoty medal olimpijski tego samego dnia.
Następnego dnia Bascom Johnson pokonał wysokość 3,38 m. 19 lipca Daniel Horton skoczył 3,45 m, a Charles Dvorak 3,35 m. Nie zmieniło to jednak wyników oficjalnego konkursu.